# One Caress
One Caress (en español, Una caricia) es una canción del grupo inglés de música electrónica Depeche Mode compuesta por Martin Gore, publicada en el álbum Songs of Faith and Devotion de 1993.

## Descripción
One Caress sería el segundo tema por completo atípico para DM contenido en el álbum Songs of Faith and Devotion, apenas junto con Condemnation, pero con una musicalización mucho más trabajada, la cual se basó en el uso de violines, siendo uno de los primeros temas del grupo propiamente orquestado.
La letra está inspirada en el estupor al que lleva el amor y el apego por alguien clamando como una sola caricia puede someter la voluntad de un hombre o convertirlo en una mejor persona, pues está literalmente dirigido hacia una mujer y el efecto que produce en un hombre, lo cual lo vuelve muy romántico a su manera.
Si bien es una canción corta, tiene un muy particular sonido por el arreglo de cuerdas que le otorgan un cierto dramatismo implícito, además de la letra sin concesiones. Como otras del grupo es una sólida declaración de amor incondicional y de agradecimiento, pues en esencia habla indirectamente sobre la madurez a la que las mujeres llevan a los hombres, metaforizándola en la oscuridad; mientras la relación de pareja es visualizada como el pecado logrando un cierto aire crítico a la cerrazón de la iglesia, siendo de tal modo la más peculiar letra sobre el concepto del cual trata el álbum, la religión, pues en conclusión su temática es el dominio femenino, el pecado según la iglesia católica, sobre el hombre.

## Vídeo promocional
One Caress fue dirigido por Kevin Kerslake, siendo uno de los pocos temas de DM que se realizó en vídeo promocional sin haber sido publicado como disco sencillo del álbum al que corresponde, salvo una edición en CD generada como promocional por haber sido también lado B del sencillo I Feel You.
Para ese año con la sofisticación de los vídeos musicales gracias a artistas como Michael Jackson, se hizo uno de los primeros auténticos cortometrajes de DM, con una muy cuidada calidad de fotografía. Este escenifica una historia sobre muerte enmarcada en un escenario antiguo, o más bien atemporal, en donde diversas personas parecen dirigirse a su propio funeral mientras los miembros de DM son testigos y protagonistas al mismo tiempo, y Martin Gore pareciera encarnar a un emisario del más allá cantando su extraña letra sobre lo que se obtiene de una relación.
Como curiosidad, es de los únicos cuatro vídeos en donde Gore lleva la voz cantante. El vídeo inicialmente fue producido solo para los Estados Unidos, aunque al poco con su inclusión en los lanzamientos Videos 86-98 + y Devotional perdió tal exclusividad. En 2016, el vídeo fue incluido en Video Singles Collection.

## En directo
La canción estuvo presente durante los correspondientes Devotional Tour y Exotic Tour, aunque en ambas era tema rotativo con otros. La interpretación era semi-orquestada como aparece en el álbum, con cuatro violinistas y acompañamiento de Alan Wilder y Andrew Fletcher en sintetizadores, para darle su particular sonoridad al tema.
Posteriormente se incorporó en algunas fechas de la gira Tour of the Universe, en donde la musicalización fue realizada por Peter Gordeno solo a través de sintetizador. En palabras del tecladista, fue idea suya el poder ejecutarla de ese modo.